# Wulf Wallrabenstein
Wulf Wallrabenstein (* 1941) ist ein deutscher Fachdidaktiker.

## Leben
Er studierte Erziehungswissenschaft, Germanistik, Literaturwissenschaft und Soziologie. Er unterrichtete zehn Jahre an Grund-, Haupt- und Realschulen und promovierte in Hamburg 1976. Von 1979 bis 2004 lehrte er als Professor für Erziehungswissenschaft unter besonderer Berücksichtigung der deutschen Sprache und Literatur an der Universität Hamburg.
Seine Arbeitsschwerpunkte sind offener Deutschunterricht, Sprachdidaktik, sprachlicher Anfangsunterricht, Lernen in mehrsprachigen Situationen, Schulentwicklung, Lehrerrolle, Beratung, Grundschulreform und offener Unterricht.

## Schriften (Auswahl)
- Laberlaber, blabla? Wie man mit der Sprache besser zurechtkommt. Reinbek 1983, ISBN 3-499-20342-1.
- Schnell & sicher Deutsch. Rechtschreibung, Zeichensetzung, Grammatik, Stilistik u.v.a.m. Hamburg 1991, ISBN 3-8212-0941-0.
- Offene Schule – offener Unterricht. Ratgeber für Eltern und Lehrer. Reinbek 1995, ISBN 3-499-18752-3.
- mit Ursula Drews und Gerhard Schneider: Einführung in die Grundschulpädagogik. Weinheim 2000, ISBN 3-407-25225-0.